# Lebung Bandung
Lebung Bandung is een bestuurslaag in het regentschap Ogan Ilir van de provincie Zuid-Sumatra, Indonesië. Lebung Bandung telt 655 inwoners (volkstelling 2010).